# Carpin
Carpin é um município da Alemanha, situado no distrito de Mecklenburgische Seenplatte, no estado de Mecklemburgo-Pomerânia Ocidental. Tem 63,64 km² de área, e sua população em 2019 foi estimada em 852 habitantes.